# Schloss Mattoni

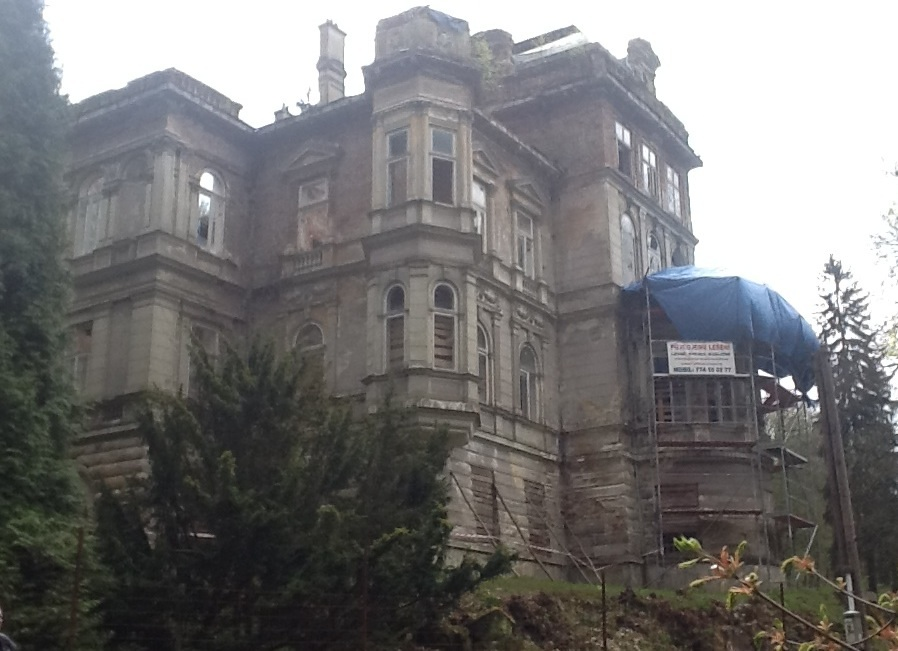
Mattoniho Vila (2014)

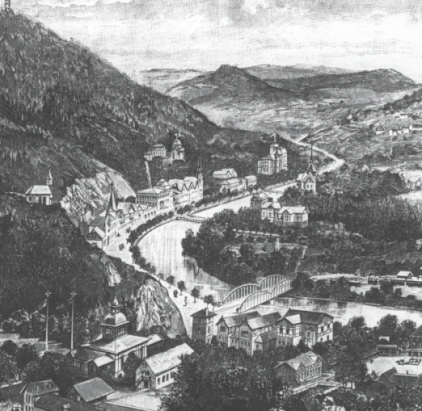
Schloss Mattoni im Hintergrund (1902)

Das Schloss Mattoni, heute tschechisch: Mattoniho Vila genannt, mit dem umgebenden Schlosspark liegt im Südteil des ehemaligen Kurortes Kyselka in Karlovarský kraj, Tschechien und war das Wohnhaus des Mineralwasserunternehmers Heinrich Mattoni und seiner Familie. Es steht seit 2012 unter Denkmalschutz.

## Geschichte
Die schlossartige Villa wurde 1868 als einfaches Badehaus erbaut und als Kurhaus genutzt. Auf Anraten Josef von Löschners kaufte Mattoni 1873 den ganzen Ort. Er ließ das Gebäude der Villa von 1885 bis 1886 großzügig umbauen und richtete dort seinen Wohn- sowie den Hauptsitz seines Mineralwasser-Unternehmens ein, von dem aus er es leitete. Er lebte dort bis zu seinem Tod 1910.
Danach beherbergte das Gebäude eine tschechische Schule, die 1938 des Münchner Abkommens wegen geschlossen wurde. Kurze Zeit später wurde das Haus, in dem es nun auch ein Kaffeehaus gab, der Öffentlichkeit zugänglich gemacht.
Am 7. Mai 1945 wurde das Gebäude durch Schüsse beschädigt, als tschechische Partisanen sich mit der deutschen Bevölkerung bittere Gefechte lieferten. Am 9. Mai wurden auf dem Balkon als Zeichen des Sieges eine tschechoslowakische und eine sowjetische Flagge gehisst. Im Januar 1946 wurde das deutsche Kaffeehaus im Gebäude geschlossen und die tschechoslowakische Armee nutzte vorübergehend die großen Kellerräume. 1948 wurde die Villa durch das neue kommunistische Regime verstaatlicht und 1951 wurde ein Heim für Waisenkinder des Griechischen Bürgerkriegs in ihr eingerichtet, das 1956/57 wieder geschlossen wurde.
Daraufhin stand das Gebäude leer, bis es um das Jahr 2000 eine Firma kaufte. Diese verkaufte es 2006 an sechs Personen, die es wiederum 2011 versteigern ließen. 2012 wurde die Villa nach einem Besuch von Václav Klaus erneut verstaatlicht. Ab Mai 2013 wurde begonnen das historische Gebäude zu restaurieren. Die Arbeiten kamen zum Erliegen.

## Beschreibung
Die Villa ist im Neorenaissancestil erbaut worden und hat ca. 15 Zimmer und eine Fläche von etwa 2500 m². Das Gebäude ist von einem Park umgeben, der um 1905 angelegt wurde. Es befindet sich trotz der begonnenen Sanierung inzwischen in einem ruinösen Zustand.